# Шлунково-кишковий тракт
Шлунково-кишковий тракт (гастроінтестинальний тракт, травний тракт, ШКТ) — це тракт або шлях травної системи, який веде від ротової порожнини до заднього проходу. Шлунково-кишковий тракт містить усі основні органи травної системи людини та інших тварин, включаючи стравохід, шлунок і кишка. Їжа, яка надходить через рот, перетравлюється для отримання поживних речовин і поглинання енергії, а відходи викидаються через задній прохід у вигляді калу. Гастроінтестинальний — це прикметник, що означає або стосується шлунка та кишки.
Більшість тварин мають «наскрізний» або повний травний тракт. Винятки становлять більш примітивні організми: губки мають маленькі пори (ostia) по всьому тілу для травлення та більшу дорсальну пору (osculum) для виділення, гребінчасті желе мають як вентральний рот, так і дорсальні анальні пори, тоді як кнідарії та ацели мають одну пору як для травлення, так і для виділення.
Шлунково-кишковий тракт людини складається зі стравоходу, шлунка та кишки і поділяється на верхній і нижній відділи ШКТ. Шлунково-кишковий тракт включає всі структури між ротом і заднім проходом, утворюючи безперервний прохід, який включає основні органи травлення, а саме шлунок, тонку кишку та товсту кишку. Повна система травлення людини складається з шлунково-кишкового тракту і допоміжних органів травлення (язика, слинних залоз, підшлункової залози, печінки та жовчного міхура). ШКТ також можна розділити на передню кишку, середню кишку та задню кишку, що відображає ембріологічне походження кожного сегмента. Весь ШКТ людини під час розтину становить близько 9 метрів. У живому організмі він значно коротший, оскільки кишка, яка складається з гладеньких м'язових тканин, підтримує постійний м'язовий тонус у напівнапруженому стані, але може подекуди розслаблятися, щоб забезпечити місцеве розтягнення та перистальтику.
Шлунково-кишковий тракт містить кишкову мікробіоту з приблизно 1000 різними штамами бактерій, які відіграють різноманітну роль у підтримці здоров'я імунітету та обміну речовин, а також багато інших мікроорганізмів. Ентероендокринні клітини ШКТ виділяють гормони, які допомагають регулювати процес травлення. Ці травні гормони, включаючи гастрин, секретин, холецистокінін і грелін, опосередковуються інтракринними або аутокринними механізмами, що вказує на те, що клітини, які вивільняють ці гормони, є консервативними структурами протягом процесу еволюції.

## Шлунково-кишковий тракт людини

### Структура

Ілюстрація травної системи

Структуру та функцію можна описати як анатомічно, так і мікроскопічно чи гістологічно. Сам тракт ділиться на верхній і нижній відділи, а кишка — на тонкий і товстий відділи.

#### Верхній відділ шлунково-кишкового тракту
Верхній відділ шлунково-кишкового тракту складається з порожнини рота, глотки, стравоходу, шлунка та дванадцятипалої кишки. Межою між верхнім і нижнім трактами є підвішуючий м'яз дванадцятипалої кишки. Він позначає ембріональні межі між передньою та середньою кишками, а також цей поділ зазвичай використовують клініцисти для опису шлунково-кишкової кровотечі як «верхнього» або «нижнього» походження. Після розтину дванадцятипала кишка може здаватися єдиним органом, але вона розділена на чотири сегменти на основі функції, розташування та внутрішньої анатомії. Чотири сегменти дванадцятипалої кишки є такими (від шлунка і до порожньої кишки): цибулина, низхідний, горизонтальний і висхідний. Підвішуючий м'яз прикріплює верхню межу висхідної дванадцятипалої кишки до порожньої кишки.
Підвішуючий м'яз є важливим анатомічним орієнтиром, який показує формальний поділ між дванадцятипалою та порожньою кишками, відповідно першою та другою частинами тонкої кишки. Це тонкий м'яз, який походить від ембріональної мезодерми.

#### Нижній відділ шлунково-кишкового тракту
Нижня частина шлунково-кишкового тракту включає більшу частину тонкої кишки та всю товсту кишку. В анатомії людини кишка (грец. éntera) — це сегмент шлунково-кишкового тракту, що тягнеться від пілоричного сфінктера шлунка до заднього проходу і, як і в інших ссавців, складається з двох сегментів: тонкої кишки та товстої кишки. У людини тонка кишка далі підрозділяється на дванадцятипалу, порожню та клубову кишку, тоді як товста кишка підрозділяється на сліпу, висхідну, поперечну, низхідну та сигмовидну, пряму кишку та анальний канал.

##### Тонка кишка
Тонка кишка починається від дванадцятипалої і являє собою трубчасту структуру, зазвичай довжиною від 6 до 7 м. Площа його слизової у дорослої людини становить близько 30 м2. Комбінація кругових складок, ворсинок і мікроворсинок збільшує всмоктувальну (абсорбційну) площу слизової оболонки приблизно в 600 разів, роблячи загальну площу приблизно 250 м2 для всієї тонкої кишки. Його основна функція полягає в поглинанні продуктів травлення (включаючи вуглеводи, білки, ліпіди та вітаміни) в кров. Є три основні підрозділи:
1. Дванадцятипала кишка: коротка структура (приблизно 20–25 см завдовжки[17]), яка отримує хімус зі шлунка разом із панкреатичним соком, що містить травні ферменти, і жовчю з жовчного міхура. Травні ферменти розщеплюють білки, а жовч емульгує жири в міцели. Дванадцятипала кишка містить залози Бруннера, які виробляють багатий слизом лужний секрет, що містить бікарбонат. Ці виділення в поєднанні з бікарбонатом підшлункової залози нейтралізують шлункові кислоти, що містяться в хімусі.
2. Порожня кишка: це середній відділ тонкої кишки, що з'єднує дванадцятипалу кишку з клубовою. Вона приблизно 2,5 м довжиною і містить кругові складки, також відомі як plicae circulares, і ворсинки, які збільшують площу його поверхні. Тут у кров всмоктуються продукти травлення (цукри, амінокислоти, жирні кислоти).
3. Клубова кишка: кінцевий відділ тонкої кишки. Він має довжину близько 3 м і містить ворсинки, схожі на ті, що присутні у тонкій кишці. Вона поглинає головним чином вітамін В12 і жовчні кислоти, а також будь-які інші поживні речовини, що залишилися.

##### Товста кишка
Товста кишка утворює дугу, яка починається від сліпої кишки і закінчується прямою кишкою та анальним каналом. Він також включає апендикс, який прикріплюється до сліпої кишки. Його довжина становить близько 1,5 м, а площа слизової у дорослої людини — близько 2 м2. Найдовшою частиною кишки є товста кишка, основною функцією якої є всмоктування води та солей.
Товста кишка починається від сліпої кишки, де розташований апендикс. Це також початок товстої кишки як висхідної товстої кишки в задній стінці живота. На правому ободовому вигині (печінковому вигині, зігнута частина висхідної та поперечної ободової кишки) вона проходить через живіт у поперечно-ободову кишку, проходячи нижче діафрагми. У лівому ободовому вигині (селезінковий згин) згинається частина поперечної та низхідної ободової кишки, вона опускається вниз з лівого боку живота. Вона досягає сигмовидної кишки, яка є найближчою до прямої кишки петлею товстої кишки, і продовжується до прямої кишки та анального каналу.

#### Розвиток
Кишка є структурою, що походить від ентодерми. Приблизно на шістнадцятий день розвитку людини ембріон починає згортатися вентрально (черевна поверхня ембріона стає увігнутою) у двох напрямках: боки ембріона згортаються один на одного, а голова і хвіст згортаються один до одного. У результаті частина жовткового мішка, вкритої ентодермою структури, яка контактує з черевною частиною ембріона, починає відщипуватися, перетворюючись на примітивну кишку. Жовтковий мішок залишається з'єднаним з кишковою трубкою через жовткову протоку. Зазвичай ця структура регресує в процесі розвитку; у випадках, коли цього не відбувається, він відомий як дивертикул Меккеля.
Під час внутрішньоутробного життя первісна кишка поступово складається з трьох сегментів: передньої кишки, середньої кишки та задньої кишки. Хоча ці терміни часто використовуються стосовно сегментів примітивної кишки, вони також регулярно використовуються для опису ділянок остаточної кишки.
Кожен сегмент кишки додатково спеціалізується і дає початок остаточній кишці та пов'язаним з ним структурам у подальшому розвитку. Компоненти власне кишки, включаючи шлунок і товсту кишку, розвиваються як здуття або розширення в клітинах примітивної кишки. Навпаки, кишкові похідні — тобто ті структури, які походять від первісної кишки, але не є частиною власне кишки, загалом розвиваються як вихідні мішечки первісної кишки. Кровоносні судини, що постачають ці структури, залишаються незмінними протягом усього розвитку.
| Ділянка       | Ділянка у дорослих                                                                         | Структури | Артеріальне забезпечення        |
| ------------- | ------------------------------------------------------------------------------------------ | --- | ------------------------------- |
| Передня кишка | Від стравоходу до перших 2 відділів дванадцятипалої кишки                                  | Стравохід, шлунок, дванадцятипала кишка (1 і 2 частини), печінка, жовчний міхур, підшлункова залоза, верхня частина підшлункової залози. Хоча селезінка живиться черевним стовбуром, вона походить від дорсальної брижі і тому не є похідною передньої кишки. | Чревний стовбур                 |
| Середня кишка | Від нижньої частини дванадцятипалої кишки, до перших двох третин поперечної ободової кишки | Нижня частина дванадцятипалої кишки, порожня кишка, клубова кишка, сліпа кишка, апендикс, висхідна ободова кишка та перші дві третини поперечної ободової кишки                                                                                               | Гілки верхньої брижової артерії |
| Задня кишка   | Від останньої третини поперечної ободової кишки, до верхньої частини анального каналу      | Остання третина поперечно-ободової кишки, низхідна ободова кишка, пряма кишка та верхня частина анального каналу | Гілки нижньої брижової артерії  |

Загальна будова стінки кишки

Шлунково-кишковий тракт має форму загальної гістології з деякими відмінностями, які відображають спеціалізацію у функціональній анатомії. ШКТ можна розділити на чотири концентричних шари в такому порядку:
- Слизова оболонка
- Підслизова оболонка
- М'язовий шар
- Адвентиція або серозна оболонка

##### Слизова оболонка
Слизова оболонка є внутрішнім шаром шлунково-кишкового тракту. Слизова оболонка оточує просвіт або відкритий простір у трубці. Цей шар безпосередньо контактує з перетравленою їжею (хімусом). Слизова оболонка складається з:
- Епітелію — внутрішного шару. Відповідає за більшість процесів травлення, всмоктування та виділення.
- Lamina propria — шару сполучної тканини. Особливістю є велика кількість клітин порівняно зі сполучною тканиною деінде
- Muscularis mucosae — тонкий шар гладких м'язів, який сприяє проходженню матеріалу та посилює взаємодію між епітеліальним шаром і вмістом просвіту шляхом збудження та перистальтики.

Слизова оболонка є вузькоспеціалізованою в кожному органі шлунково-кишкового тракту для функціонування в різних умовах. Найбільша варіативність спостерігається в епітелії.

##### Підслизова оболонка
Підслизова оболонка складається із щільного нерегулярного шару сполучної тканини з великими кровоносними судинами, лімфатичними судинами та нервами, що розгалужуються в слизовій оболонці та зовнішній м'язовій оболонці. Він містить підслизове сплетення, кишкове нервове сплетення, розташоване на внутрішній поверхні зовнішньої м'язової оболонки.

##### М'язовий шар
М'язова оболонка складається з внутрішнього циркулярного шару і поздовжнього зовнішнього шару. Круговий шар запобігає руху їжі у зворотному напрямку, а поздовжній шар викликає скорочення тракту. Шари м'язів мають спіралеподібну форму з різним кроком. Внутрішнє коло є гвинтовим із частим кроком, а зовнішнє поздовжнє є гвинтовим із значно меншим кроком. Хоча зовнішня м'язова оболонка подібна по всьому шлунково-кишковому тракту, винятком є шлунок, який має додатковий внутрішній косий м'язовий шар, який допомагає подрібнювати та змішувати їжу. Зовнішня м'язова оболонка шлунка складається з внутрішнього косого шару, середнього циркулярного шару та зовнішнього поздовжнього шару.
Між круговим і поздовжнім м'язовими шарами знаходиться мієнтеричне сплетіння. Воно регулює перистальтику. Активність ініціюється пейсмекерними клітинами (мієнтеріальні інтерстиціальні клітини Кахала). Кишка має внутрішню перистальтичну активність (базальний електричний ритм) завдяки своїй автономній ентеральній нервовій системі. Швидкість може регулюватися рештою вегетативної нервової системи.
Узгоджене скорочення м'язових шарів називається перистальтикою, яка просуває їжу через тракт. Їжа в шлунково-кишковому тракті від ротової порожнини до шлунка називається болюсом (кулькою їжі). Після шлунка їжа вже частково перетравлена і напіврідка, і її називають хімусом. У товстій кишці залишкова напівтверда речовина називається фекаліями.

##### Адвентиція і серозна оболонка
Зовнішній шар шлунково-кишкового тракту складається з кількох шарів сполучної тканини.
Внутрішньоочеревинні відділи ШКТ вкриті серозною оболонкою. До них належать більша частина шлунка, перша частина дванадцятипалої кишки, уся тонка кишка, сліпа кишка та апендикс, поперечна ободова кишка, сигмоподібна кишка та пряма кишка. У цих відділах є чітка межа між кишкою і навколишніми тканинами. Ці частини тракту мають брижу.
Заочеревинні відділи вкриті адвентицією. Вони зливаються з навколишніми тканинами і фіксуються в певному положенні. Наприклад, заочеревинний відділ дванадцятипалої кишки зазвичай проходить через транспілоричну площину. До заочеревинних відділів відносяться стравохід, пілорус шлунка, дистальний відділ дванадцятипалої кишки, висхідна ободова кишка, низхідна ободова кишка та анальний канал. Ротова порожнина також має адвентицію.

#### Експресія генів і білків
Приблизно 20 000 генів, що кодують білки, експресуються в клітинах людини, і 75 % цих генів експресуються принаймні в одній із різних частин системи органів травлення. Понад 600 із цих генів більш специфічно експресуються в одній або кількох частинах ШКТ, а відповідні білки виконують функції, пов'язані з перетравленням їжі та поглинанням поживних речовин. Прикладами специфічних білків з такими функціями є пепсиноген і ліпаза, що експресуються в головних клітинах, а також шлункова АТФ-аза ATP4A і шлунковий внутрішній фактор GIF, що експресуються в парієтальних клітинах слизової оболонки шлунка. Специфічні білки, що експресуються в шлунку та дванадцятипалій кишці, беруть участь у захисті, включають білки муцину, такі як муцин 6 та інтелектин-1.

#### Час транзиту
Час, необхідний для проходження їжі через ШКТ, залежить від багатьох факторів, включаючи вік, етнічну приналежність і стать. Було використано декілька методів для вимірювання часу проходження їжі, включаючи рентгенографію після прийому їжі, міченої барієм, аналіз водню у диханні, сцинтиграфічний аналіз після їжі, міченої радіоактивним ізотопом, а також просте проковтування та виявлення кукурудзяних зерен. Щоб 50 % вмісту покинуло шлунок, потрібно 2,5-3 години. Швидкість перетравлення також залежить від матеріалу, який перетравлюється, оскільки харчовий склад однієї їжі може залишати шлунок з різною швидкістю. Повне спорожнення шлунка займає приблизно 4-5 годин, а проходження через товсту кишку займає від 30 до 50 годин.

#### Імунна функція
Шлунково-кишковий тракт є важливою частиною імунної системи.

##### Імунний бар'єр
Площа поверхні шлунково-кишкового тракту оцінюється приблизно в 32 квадратних метри, або приблизно половину майданчика для бадмінтону. При такій великій експозиції (більш ніж у три рази більшій, ніж відкрита поверхня шкіри), функціонують певні імунні компоненти, щоб запобігти проникненню патогенів у кровоносну та лімфатичну системи. Захист в основному забезпечуює слизовий бар'єр кишки, який складається з фізичних, біохімічних та імунних елементів, вироблених слизовою оболонкою кишки. Розгалужена імунна система, що складається з кишково-асоційованої лімфоїдної тканини (GALT), також утримує мікроорганізми від проникнення всередину організму.
Існують додаткові фактори, що сприяють захисту від інвазії патогенів. Наприклад, низький рН (від 1 до 4) шлунка згубний для багатьох мікроорганізмів, які в нього потрапляють. Так само слиз (містить антитіла IgA) знешкоджує багато патогенних мікроорганізмів. Інші фактори імунної функції ШКТ включають ферменти, що виділяються у слині та жовчі.

##### Гомеостаз імунної системи
Корисні бактерії також можуть сприяти гомеостазу імунної системи ШКТ. Наприклад, клостридії, одна з найбільш домінуючих груп бактерій у шлунково-кишковому тракті, відіграють важливу роль у впливі на динаміку імунної системи кишки. Було продемонстровано, що споживання дієти з високим вмістом клітковини може відповідати за індукцію Т-регуляторних клітин (Tregs). Це пов'язано з виробництвом коротколанцюгових жирних кислот під час бродіння поживних речовин рослинного походження, таких як бутират і пропіонат. По суті, бутират індукує диференціацію клітин Treg шляхом посилення ацетилювання гістону H3 у промоторі та збережених некодуючих ділянках послідовності локусу FOXP3, таким чином регулюючи Т-клітини, що призводить до зменшення запальної відповіді та алергії.

#### Кишкова мікробіота
У товстій кишці міститься кілька типів бактерій, які можуть розщеплювати молекули, які людське тіло не може обробити самостійно, демонструючи симбіотичний зв'язок. Ці бактерії відповідають за утворення газів на межі «хазяїн–патоген», що спричиняє метеоризм. Кишкові бактерії можуть брати участь у реакціях біосинтезу. Наприклад, певні штами у товстій кишці виробляють вітамін B12, необхідну сполуку в організмі людини для таких речей, як синтез ДНК і виробництво еритроцитів. Однак основною функцією товстої кишки є всмоктування води з перетравленого матеріалу (регулюється гіпоталамусом) і реабсорбція натрію та поживних речовин.
Корисні кишкові бактерії конкурують з потенційно шкідливими бактеріями за простір і «їжу», оскільки кишковий тракт має обмежені ресурси. Вважається, що для підтримки гомеостазу важливе співвідношення 80–85 % корисних бактерій до 15–20 % потенційно шкідливих бактерій. Незбалансоване співвідношення призводить до дисбактеріозу.

#### Детоксикація та метаболізм ліків
Такі ферменти, як CYP3A4, разом із антипортерною діяльністю також відіграють важливу роль у метаболізмі ліків, а також у детоксикації антигенів і ксенобіотиків.

## Інші тварини
У більшості хребетних, включаючи амфібій, птахів, рептилій, ссавців, що відкладають яйця, і деяких риб, шлунково-кишковий тракт закінчується клоакою, а не заднім проходом. У клоаці сечовивідна система зрощена з статево-анальним отвором. Звірі (усі ссавці, які не відкладають яйця, включаючи людину) мають окремі анальний і сечостатевий отвори. Самки підгрупи плацентарні мають навіть окремі сечові та статеві отвори.
Під час раннього розвитку починається встановлення асиметричного положення кишки та внутрішніх органів (див. також теорію осьового скручування).
Жуйні тварини мають спеціалізований ШКТ для перетравлення та ферментації жорсткого рослинного матеріалу, що складається з додаткових відділів шлунка.
У багатьох птахів та інших тварин у травному тракті є спеціальний шлунок, який називається мускульним, який використовується для подрібнення їжі.
Ще одна особливість, яку можна знайти у низки тварин, — воло. У птахів воно знаходиться у вигляді мішечка поруч із стравоходом.
У 2020 році було виявлено найстаріший відомий викопний травний тракт вимерлого червоподібного організму Cloudinidae. Він жив під час пізнього едіакарського періоду приблизно 550 мільйонів років тому.
Вважається, що наскрізна кишка (з ротом і заднім проходом) розвинулась у нефрозойній кладі Bilateria після того, як їх предковий вентральний отвір (єдиний, як у кнідарій і ацелів ; повторно еволюціонував у нефрозойниї, як плоскі черви) розтягнувся в передньо-задньому напрямку, перш ніж середня частина відрізка стала вужчою і повністю закриється, залишаючи передню частину. отвір (рот) і задній отвір (анус плюс статевий отвір). Розтягнута кишка без закритої середньої частини є в іншої гілки білатеральних, вимерлих проартикулятів. Вважається, що це та амфістомний розвиток (коли рот і задній прохід розвиваються з розтягнення кишки ембріона), присутній у деяких нефрозойних тварин (наприклад, аскарид), підтверджують цю гіпотезу.

## Клінічне значення

### Хвороби
Є багато захворювань і станів, які можуть впливати на шлунково-кишкову систему, включаючи інфекції, запалення та рак.
Різні патогени, такі як бактерії, що викликають харчові отруєння, можуть викликати гастроентерит, який є результатом запалення шлунка та тонкої кишки. Антибіотики для лікування таких бактеріальних інфекцій можуть зменшити різноманіття мікробіомів шлунково-кишкового тракту та додатково активувати медіатори запалення. Гастроентерит — найпоширеніше захворювання шлунково-кишкового тракту.
- Рак шлунково-кишкового тракту може виникнути в будь-якій точці ШКТ, включаючи рак ротової порожнини, рак язика, рак стравоходу, рак шлунка та колоректальний рак. Одним з можливих факторів етіології раку шлунково-кишкового тракту є надмірний вплив жовчних кислот на органи травлення.[48]
- Запальні стани. Ілеїт — запалення клубової кишки, коліт — запалення товстої кишки.
- Апендицит — це запалення апендикса, розташованого в сліпій кишці. Це потенційно смертельний стан, якщо його не лікувати; більшість випадків апендициту вимагають хірургічного втручання.

Дивертикулярна хвороба — це захворювання, яке дуже часто зустрічається у людей похилого віку в промислово розвинених країнах. Зазвичай воно уражає товсту кишку, але відомо, що воно також впливає на тонку кишку. Дивертикулез виникає, коли на стінці кишки утворюються мішки. Коли мішечки запалюються, це називається дивертикулітом.
Запальне захворювання кишки — це запальний стан, який уражає стінки кишки, і включає підтипи хвороби Крона та виразкового коліту. Хоча хвороба Крона може уражати весь шлунково-кишковий тракт, виразковий коліт обмежений товстою кишкою. Хвороба Крона вважається аутоімунним захворюванням. Хоча виразковий коліт часто розглядають як аутоімунне захворювання, немає єдиної думки, що це насправді так.
Функціональні шлунково-кишкові розлади, найпоширенішим з яких є синдром подразненої кишки. Функціональний запор і хронічний функціональний біль у животі є іншими функціональними розладами кишки, які мають фізіологічні причини, але не мають ідентифікованих структурних, хімічних або інфекційних патологій.

### Симптоми
Деякі симптоми можуть вказувати на проблеми з шлунково-кишковим трактом, зокрема:
- Блювота, яка може включати регургітацію їжі або блювоту кров'ю
- Діарея або рідкий або більш частий стілець
- Запор, який означає проходження меншої кількості твердого стільця
- Кров у калі, яка включає свіжу червону кров, кров темно-бордового кольору та смоляну кров

### Лікування
Операції на шлунково-кишковому тракті часто проводяться в амбулаторних умовах. У Сполучених Штатах у 2012 році операції на травній системі становили 3 з 25 найпоширеніших амбулаторних хірургічних операцій і становили 9,1 відсотка всіх амбулаторних амбулаторних операцій.

### Візуалізація
Різні методи візуалізації шлунково-кишкового тракту включають:
- Рентгеноконтрастування, наприклад з барієм
- Частини ШКТ можна оглянути камерою. Такий метод називається ендоскопія, якщо обстежується верхній відділ ШКТ, і колоноскопія або сигмоїдоскопія, якщо обстежується нижній відділ. Капсульна ендоскопія — це ковтання капсули, що містить камеру, для дослідження. Біопсія також може бути взята під час такого обстеження.
- Рентген черевної порожнини може бути використаний для дослідження нижніх відділів шлунково-кишкового тракту.

### Інші супутні захворювання
- Холера
- Лямбліоз
- Панкреатит
- Пептична виразка
- Жовта гарячка
- Інфекція Helicobacter pylori
- Кишкова псевдонепрохідність — це синдром, спричинений пороком розвитку травної системи, що характеризується серйозним порушенням здатності кишки проштовхувати та асимілювати свій вміст. Целіакія
- Ентеровірусна інфекція.
- Ендометріоз може уражати кишку, із симптомами, що нагадують синдром подразненої кишки.
- Заворот кишки (або аналогічно, странгуляція кишки) є порівняно рідкісним явищем (зазвичай розвивається через деякий час після великої операції на кишці).
- Ангіодисплазія товстої кишки
- Запор
- Діарея
- Хвороба Гіршпрунга (агангліоноз)
- Інвагінація кишки
- Поліпи
- Псевдомембранозний коліт
- Токсичний мегаколон, звичайне ускладнення виразкового коліту

## Використання кишок тварин
Кишки інших тварин, окрім людей, використовуються кількома способами. Від кожного виду худоби, що є джерелом молока, одержують відповідний сичужний фермент із кишки тварин, які годуються молоком. Свинячі і телячі кишки вживають у їжу, а свинячі кишки використовують як ковбасну оболонку. Теляча кишка є джерелом лужної фосфатази телячої кишки (CIP) і використовується для виготовлення «шкіри золотобійника» прозорого пергаментоподібного матеріалу, який використовується у реставрації. Інші способи використання:
- Використання музикантами струн із кишки тварин можна простежити до третьої династії Єгипту. У недалекому минулому нитки робили з баранячих кишок. З приходом сучасної епохи музиканти почали використовувати струни з шовку або синтетичних матеріалів, таких як нейлон або сталь. Деякі інструменталісти, однак, все ще використовують живі струни, щоб відчути стару якість звуку. Хоча такі струни зазвичай називали «кетгутовими» струнами, котів ніколи не використовували як джерело кишок.[50]
- Овеча кишка була першоджерелом натуральної струни для ракеток, наприклад для тенісу. Сьогодні синтетичні струни набагато більш поширені, але найкращі струни зараз виготовляються з коров'ячих кишок.
- Кишковий шнур також використовувався для виробництва струн для малих барабанів, які забезпечують характерний дзижчачий тембр малого барабана. У той час як сучасний малий барабан майже завжди використовує металевий дріт, а не кишковий шнур, північноафриканський каркасний барабан все ще використовує кишку для цієї мети.
- «Натуральна» ковбасна оболонка, виготовляється з кишок тварин, особливо свинячих, яловичих та баранячих.
- Обгортка кокореці, гардубакії, торчінелло виготовляється з баранячої (або козячої) кишки.
- Хагіс традиційно відварюють і подають у овечому шлунку.
- Читтерлінги, різновид заправки для різних страв, складаються з ретельно промитих свинячих кишок.
- Кишки тварин використовувалися для виготовлення шнурів у довгих корпусних годинниках і для запобіжних механізмів у накладних годинниках, але їх можна замінити металевим дротом.
- Найстаріші з відомих презервативів 1640 року нашої ери виготовлялися з кишок тварин.[51]